# Tuomos
Els tuomos són els membres d'un clan ijaw que viuen a l'estat del Delta. Els tuomos parlen el dialecte tuomo de la llengua izon.
El nom de tuomo prové de Tu, avantpassat dels tuomos que va abandonar la ciutat d'aboh i pare d'Osuku, que va fundar la ciutat de Tuomo.

## Història
Els avantpassats dels tuomos formaren part de l'emigració de la ciutat d'Ujo-Gbbaran al mateix temps que Gbaranmatu i Arogbo entre els anys 1000 i 1200. Van acompanyar a aquests últims; primer es van assentar a Ukpe i després van anar riu Forcados amunt fins a la zona de Patani. A allà foren veïns dels erowhes (un clan edo). Degut a les activitats dels que feien ràzzies per a capturar esclaus van abandonar aquesta zona i juntament amb una secció dels erowhes van emigrar i es van assentar a Effurun.
Posteriorment, els tuomos van emigrar cap a Aboh, ciutat que van abandonar a causa dels caçadors d'esclaus i es van assentar a la població tarakiri d'Isampou abans d'assentar-se definitivament a la ciutat de Tuomo, a on van esdevenir un clan.
Entre les ciutats i poblacions tuomos hi ha: Tuomo, Torugbene, Tugbene i Tamiegbe.